# خوسيه سيزار فيريرا جيل
خوسيه سيزار فيريرا جيل (بالبرتغالية: José César Ferreira Gil‏) هو مؤرخ برتغالي، ولد في 1 نوفمبر 1858 في سيلوريكو دابيرا ‏ في البرتغال، وتوفي في 15 أغسطس 1922 في لشبونة في البرتغال.